# Famille Widmann
 (juillet 2024).
Pour les articles homonymes, voir Widmann (homonymie).
La famille Widmann, ou  Vidmann, est une famille patricienne de Venise, d'origine germanique.

## Histoire

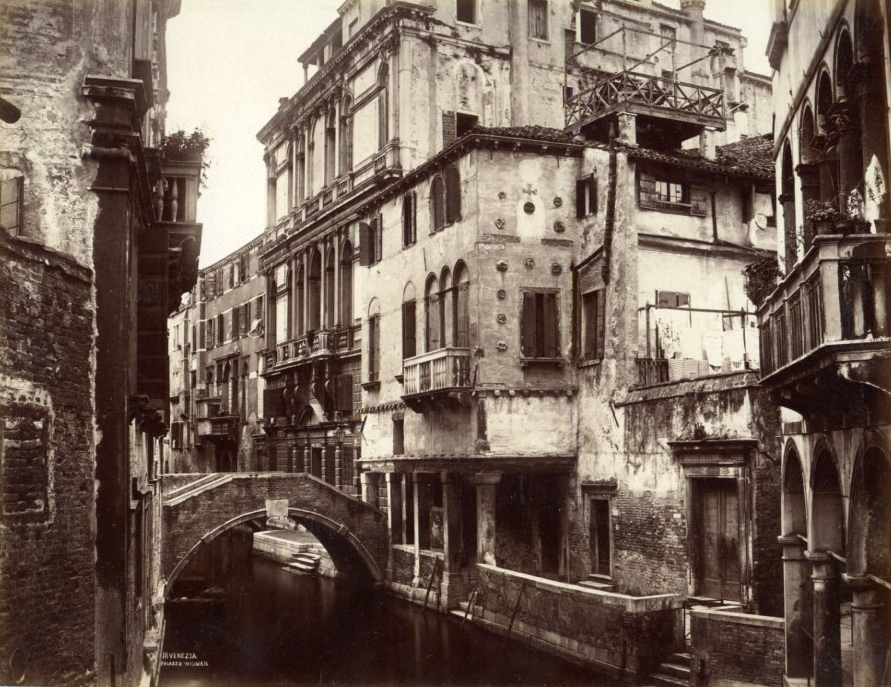
Palais Widmann au XIXe siècle

Les Widmann sont originaires du duché de Carinthie, province du Saint-Empire romain germanique de 976 à 1806.
Ferdinand III du Saint-Empire les investit de la baronnie de St. Paternion und Sommeregg (de) et Leopold I du comté d'Ortenburg (de). Ils soutiennent la république de Venise dans la Guerre de Candie contre l'Empire ottoman de 1645 à 1669. En récompense, ils obtiennent le droit de siéger au Maggior Consiglio, le Grand Conseil de Venise.

## Personnalités
À cette famille appartiennent :
- Giovanni, comte Widmann, dont la famille s'est établie à Venise au XVe siècle, se fait recevoir avant de mourir dans l'Ordre de la Noblesse en 1646 en offrant 100 000 ducats au Trésor public. Il laissa à ses enfants et héritiers la somme de 1 200 000 ducats.
- Cardinal Cristoforo Widmann. Il est nommé Cardinal par Innocent X, et achète un palais à Rome. Il meurt à San Martino al Cimino, village situé près de Viterbe, le 30 septembre 1660 à l'âge de 43 ans.
- Antonio Widmann, fils de Quintilia Rezzonico, sœur d'Abbondio Rezzonico. Il reçoit l'héritage de la famille patricienne vénitienne Rezzonico. Abbondio Rezzonico, petit-fils du pape Clément XIII (né Carlo della Torre di Rezzonico), et grand-oncle des comtes Widmann, meurt en 1810, laissant ses biens et titres à Antonio, qui associe son nom au sien pour former la branche des Widmann-Rezzonico.

## Armes
La famille est confirmée noble par le gouvernement impérial autrichien le 16 décembre 1817.
Les armes des Widmann sont écartelées au premier et dernier quartier de gueules avec deux demi-vols d'argent, et enté d'argent avec un autre demi-vol de gueules, au second et troisième de gueules avec six Aigles d'or, trois en chef et trois en pointe, avec une face d'argent chargêe d'un pampre de vigne feuillé de sinople. Sur le tout parti, au premier d'or avec deux fleurs de lis d'azur contrepointées, et au second d'azur avec un croissant d argent.

## Demeures
- Palazzo Widmann-Rezzonico le long du Rio de Ca'Widmann à Venise
- Villa Widmann-Foscari à Mira
- Villa Widmann à Bagnoli di Sopra
- Palais Widmann à Bagnoli di Sopra

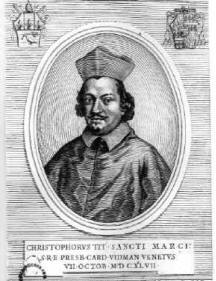
Cardinal Widmann
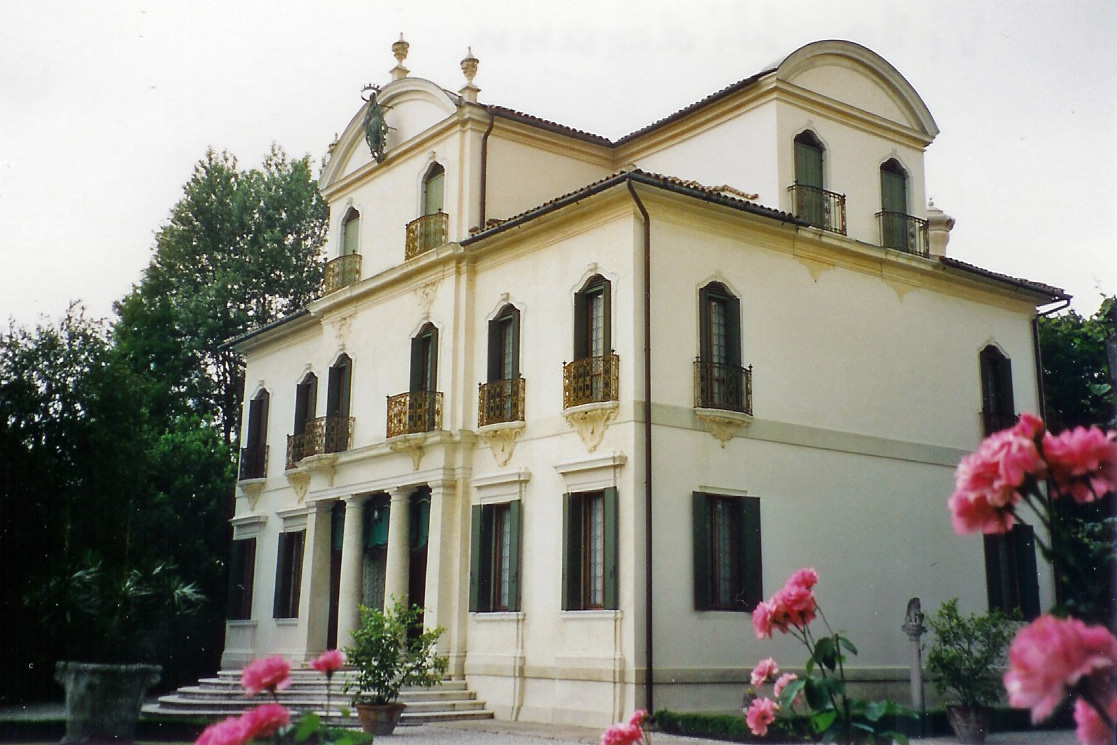
Villa Widmann à Mira
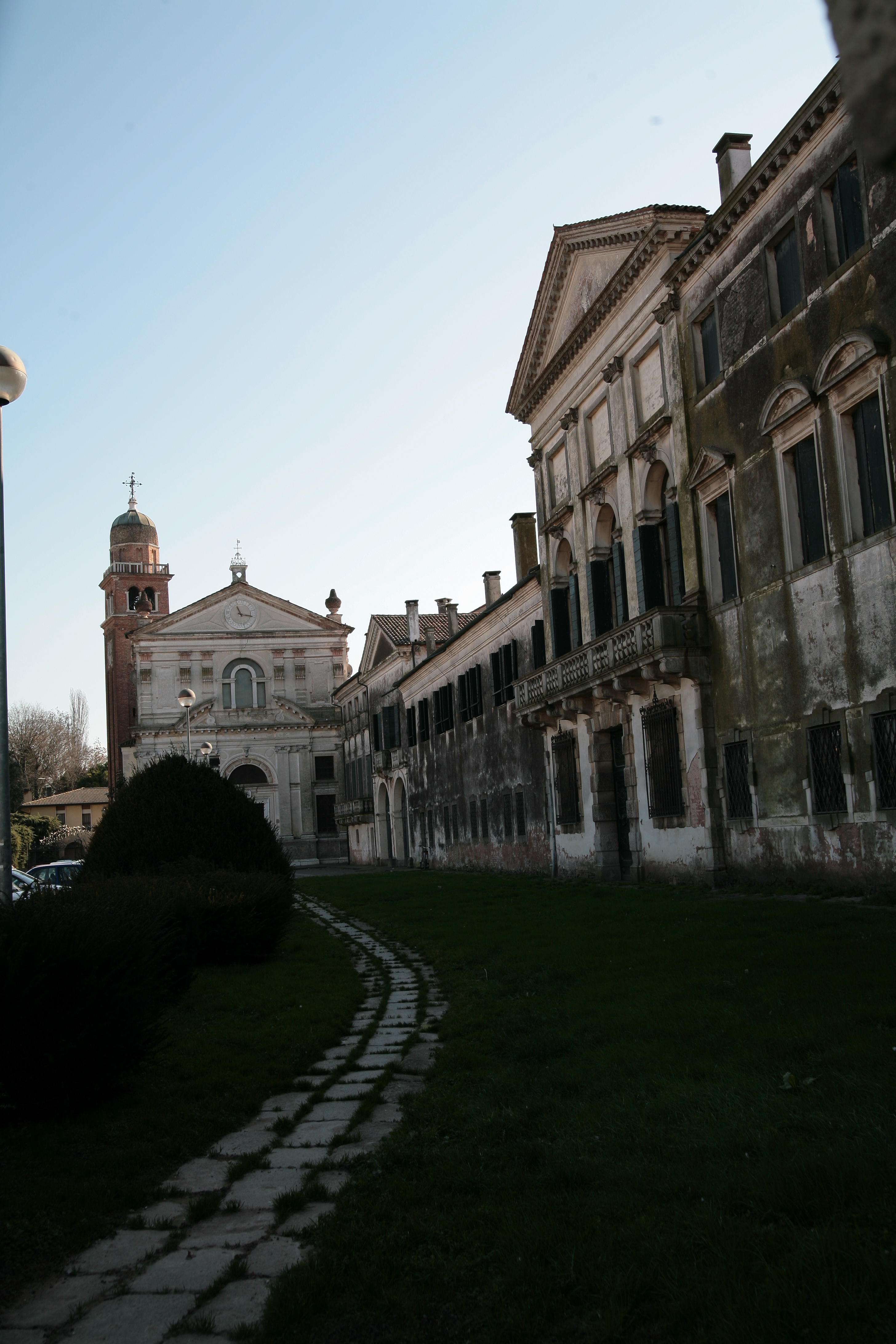
Villa Widmann à Bagnoli di Sopra
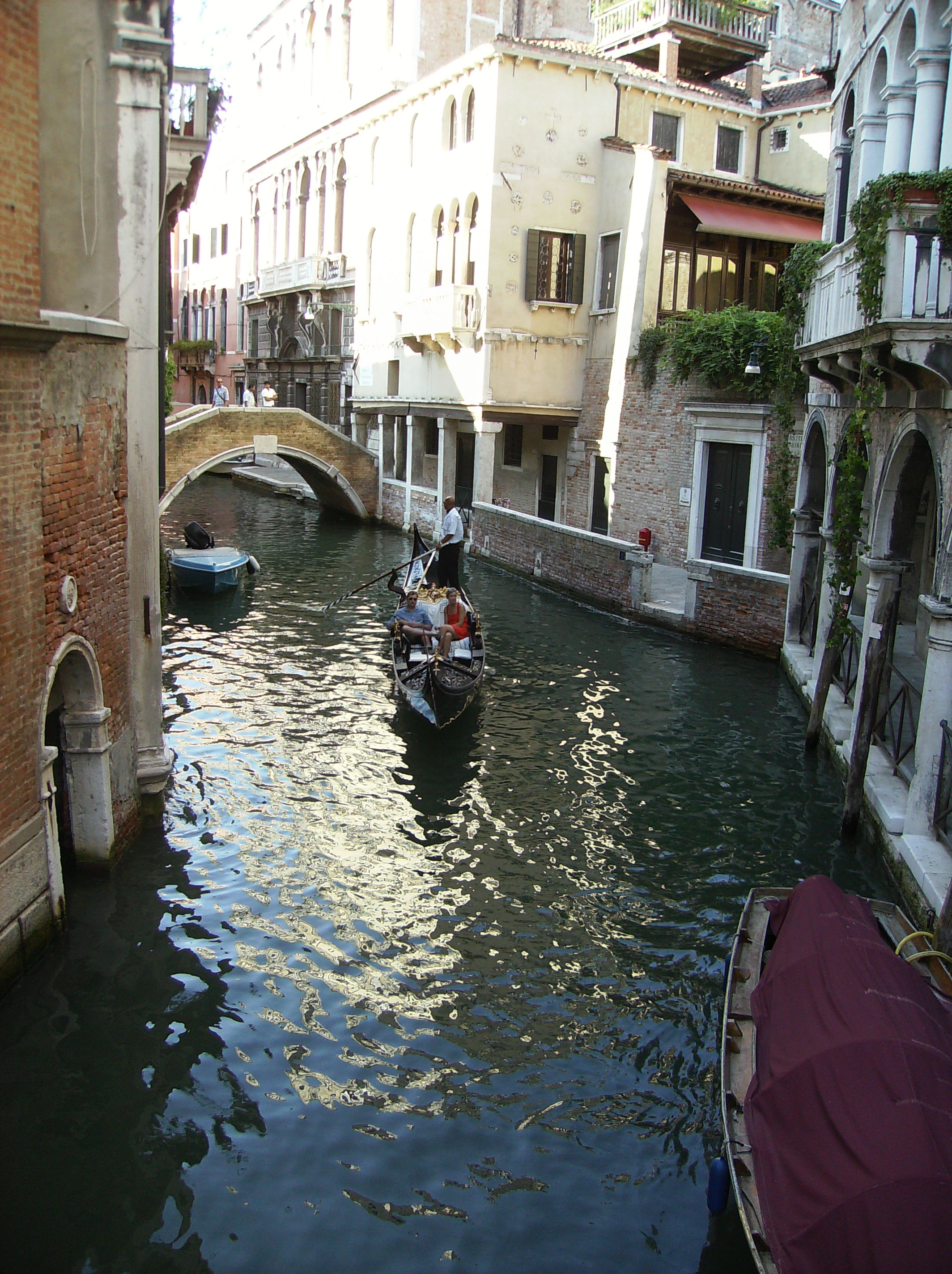
Palais Widmann vénitien au XXIe siècle